# Maria Filip Feldman

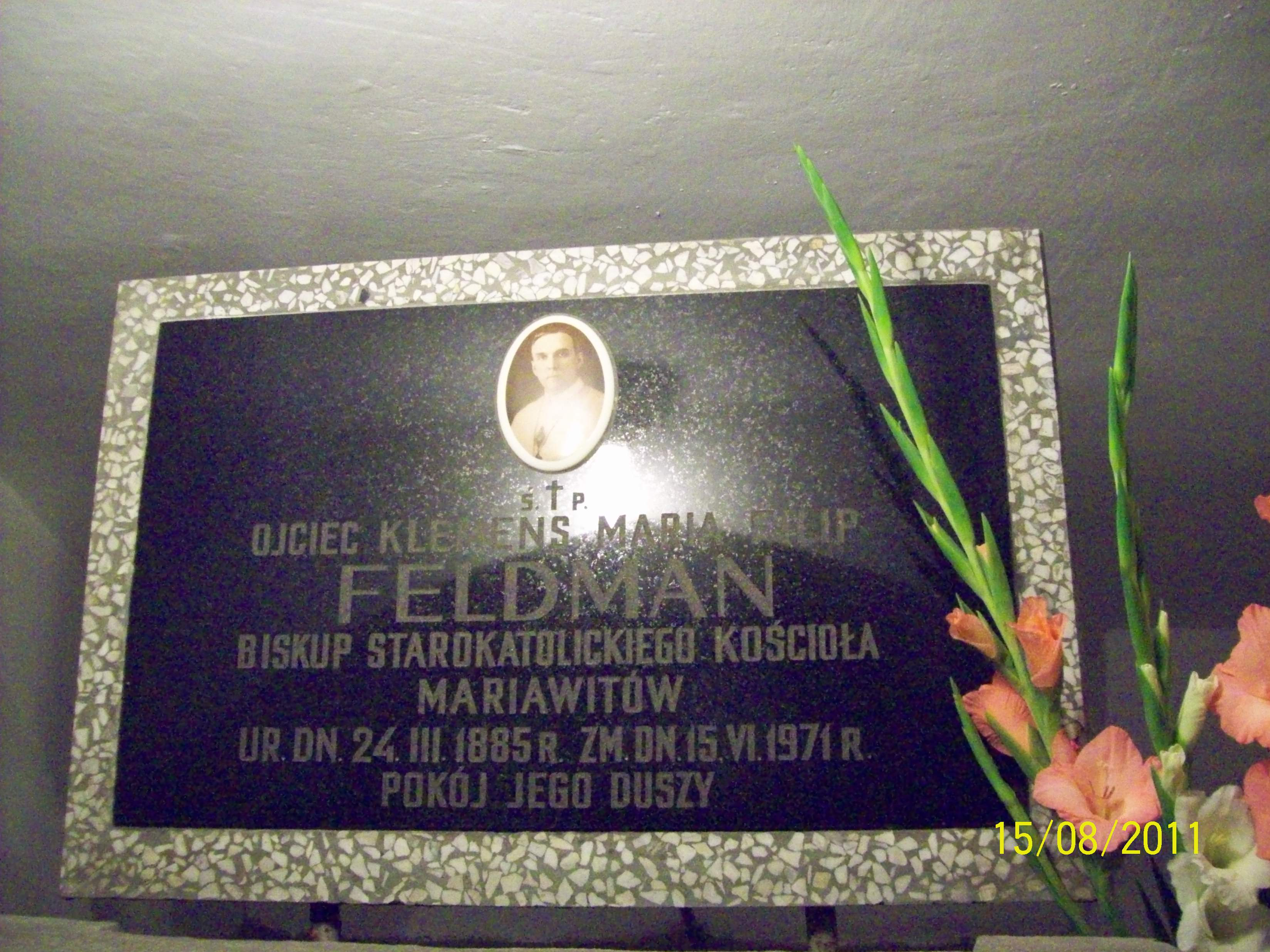
Tablica nagrobna bpa. Marii Filipa Feldmana w podziemiach katedry mariawickiej w Płocku

Klemens Maria Filip Feldman (ur. 24 marca 1885 w Śnitowie, zm. 15 czerwca 1971 w Płocku) – biskup Kościoła Starokatolickiego Mariawitów, członek Korporacji Akademickiej Arkonia.

## Życiorys
Klemens Feldman urodził się w Śnitowie, obecnie na Białorusi. Gdy miał 4 lata, zmarł jego ojciec. Od czwartej klasy  gimnazjum realnego w Równem na Wołyniu wychowywał go ks. Henryk Jarzymowski, kapelan szkół i wikariusz parafii równieńskiej. Będąc w przedostatniej klasie gimnazjum, pojechał z ks. Jarzymowskim w czasie wakacji do Lublina i tam zapoznał się z księżmi – ukrytymi mariawitami: Jakubem Próchniewskim, Grzegorzem Krakiewiczem, Władysławem Golińskim i Lechem Miłkowskim. Przed samą maturą Feldmana zmarła w Pińsku na malarię jego matka. Po maturze w 1903 wstąpił na Politechnikę w Rydze, ale po rewolucji 1905 roku wrócił do Równego. Tam wkrótce zauważył, że ks. Jarzymowski również należy do ukrytego Związku Mariawitów i ma imię zakonne Fabian. W 1906 Jarzymowski wysyła Filipa Feldmana do Warszawy celem zapoznania go z kapłanem Janem Marią Michałem Kowalskim. 
W grudniu 1907 otrzymał habit kapłański, wespół z Feliksem Marią Mateuszem Szymanowskim. Był jednym z sześciu diakonów wyświęconych na kapłanów w nowo zbudowanej Świątyni Miłosierdzia i Miłości w Płocku 15 sierpnia 1914. Sakrę biskupią otrzymał 28 marca 1929, a w latach 1935–1945 pełnił funkcję Biskupa Naczelnego Kościoła Starokatolickiego Mariawitów. Oskarżony o pochodzenie żydowskie wyjechał w 1942 do Niemiec, gdzie w Blumbergu nad granicą szwajcarską, objął placówkę Kościoła Starokatolickiego w Niemczech. Biskup Feldman wrócił z Republiki Federalnej Niemiec w 1957, zamieszkał w klasztorze w Płocku; przez wiele lat redagował miesięcznik Mariawita.
Zmarł 15 czerwca 1971; pochowany został w krypcie Świątyni Miłosierdzia i Miłości w Płocku.